# Eizo
Eizo Nanao Corporation (株式会社ナナオ Kabushiki-gaisha Nanao?) (TYO: 6737), más conocida por EIZO, es un fabricante japonés de Monitores. Fue fundada en marzo de 1968 en Hakui (Prefectura de Ishikawa, Japón), pero no adoptó el nombre actual hasta 1984. Su principal mercado son los usuarios profesionales y la industria, ofreciendo monitores de muy alta calidad de imagen.
Además de desarrollar clientes ligeros y equipamiento médico, el 15 de abril de 1997 compró la división de desarrollo de videojuegos de Irem Corporation (célebre por su juego R-Type) como Irem Software Engineering Inc para acabar absorbiendo a Irem Corporation. En la actualidad se dedica al desarrollo de videojuegos para PlayStation 2 y PlayStation 3 casi en exclusiva para el mercado japonés. 

## Productos

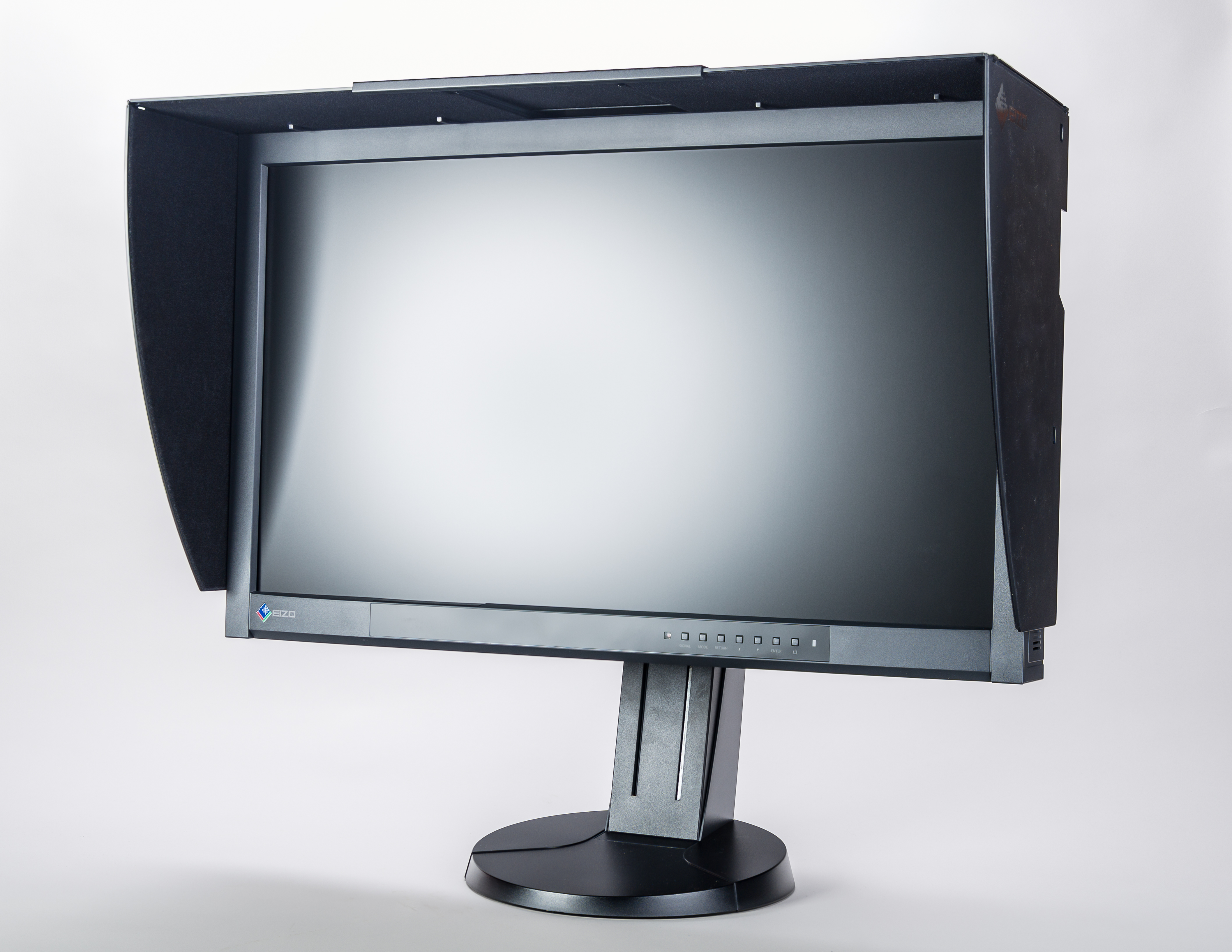
Monitor EIZO CG277

- Monitores LCD
- Monitores gráficos CRT
- Monitores táctiles
- Pantallas para la industria médica
- Clientes ligeros
- Accesorios

## Certificados ISO
- ISO9001 : septiembre de 1997
- ISO14001 : julio de 1998
- ISO13485 : abril de 2005